# Glaresis holzschuhi
Glaresis holzschuhi es una especie de coleóptero de la familia Glaresidae.

## Distribución geográfica
Habita en Turquía.